# Meu Encanto
Meu Encanto é o décimo álbum de estúdio e décimo sexto de carreira do conjunto musical brasileiro Calypso, lançado em 19 de maio de 2011 pela Som Livre. O primeiro single do projeto, "Não Posso Negar Que Te Amo", traz a participação de Reginaldo Rossi. A banda dividiu os vocais com ele pela primeira vez ao vivo em 5 de junho de 2011, no programa Tudo é Possível, da Rede Record, para promover a música. A regravação de "Entre Tapas e Beijos" presente no álbum, serviu como tema de abertura da série Tapas & Beijos, da TV Globo, e se tornou o segundo single do disco. Por fim, a faixa-título da obra também foi lançada como o seu terceiro e último single.

## Faixas
| N.º            | Título                                               | Compositor(es)                       | Duração |  |
| 1.             | "Meu Encanto"                                        | Marquinhos Maraial Flávio Bento      | 3:35    |  |
| 2.             | "Se Pedir Um Beijo Eu Dou"                           | Wallace Lima Ivo Lima Beto Caju      | 3:46    |  |
| 3.             | "Doa Em Quem Doer"                                   | Marquinhos Maraial Isac Maraial      | 3:17    |  |
| 4.             | "Lelezinha"                                          | Isac Maraial Luizinho Lima           | 3:13    |  |
| 5.             | "S.O.S."                                             | Marquinhos Maraial Sivaldo Dias      | 3:47    |  |
| 6.             | "Ataque de Um Leão"                                  | Marquinhos Maraial Sivaldo Dias      | 3:20    |  |
| 7.             | "Isso Não é Amor"                                    | Wallace Lima Jairon Neves            | 3:37    |  |
| 8.             | "Sinônimo de Amor"                                   | Wallace Lima Beto Caju               | 3:11    |  |
| 9.             | "Pot-pourri de Carimbó: Pra Dançar Carimbó/Rebola"   | Lucinha Matos Beto Caju Jairon Neves | 2:58    |  |
| 10.            | "Não Posso Negar Que Te Amo" (part. Reginaldo Rossi) | Ivo Lima Wallace Lima                | 4:08    |  |
| 11.            | "Entre Tapas e Beijos"                               | Nilton Lamas Antônio Bueno           | 2:59    |  |
| 12.            | "Noite Fria Cama Vazia"                              | Marquinhos Maraial Sivaldo Dias      | 3:53    |  |
| 13.            | "Meus Medos"                                         | Zélia Zanti                          | 3:06    |  |
| 14.            | "Renascimento"                                       | Elias Muniz                          | 4:36    |  |
| Duração total: | Duração total:                                       | Duração total:                       | 49:34   |  |